# 409

409(사백구)는 408보다 크고 410보다 작은 자연수다.

## 수학
- 80번째 소수(素數)다. 앞의 소수는 401, 다음 소수는 419다.
  - 베르누이 수의 분자 {\displaystyle B_{126}}을 나눌 수 있는 비정규 소수다.
- 17번째 중심있는 삼각수다. 앞의 중심있는 삼각수는 361, 다음은 460이다.
- 피타고라스 삼조의 빗변의 길이이다. ({\displaystyle 120^{2}+391^{2}=409^{2}})[a]
- {\displaystyle 409=3^{2}+20^{2}}
  - 서로 다른 두 자연수의 제곱합으로 나타낼 수 있는 수다.
- {\displaystyle 53^{3}-1}은 409로 나누어떨어진다.

## 과학·기술
- NGC 409(영어판): 조각가자리 방향에 있는 타원은하.
- HTTP 409 (Conflict→충돌): 사용자의 요청이 서버의 상태와 충돌했을 때 웹 서버가 보내는 HTTP 상태 코드.

## 교통

### 철도
- 수도권 전철 4호선 불암산역의 역번호.
- 부산 도시철도 4호선 반여농산물시장역의 역번호.

### 도로
- 국도 제409호선
  - 일본 409번 국도(일본어판): 가나가와현 가와사키시 다카쓰구에서 지바현 나리타시까지 이어지는 일본의 국도.
- 기타 도로
  - 409번 지방도: 강원특별자치도 원주시 호저면 만종리에서 횡성군 서원면 유현리까지 이어지는 대한민국의 지방도.
  - 현도 제409호선

## 군사
- U-409(영어판, 독일어판): 제2차 세계 대전에 사용된 나치 독일의 군용 잠수함.

## 문화유산
- 대한민국의 보물 제409호: 당진 영탑사 금동비로자나불삼존좌상
- 대한민국의 사적 제409호: 부안 백산성

## 방송
- KT HCN의 매일경제TV 채널 번호.

## 기타
- 날짜: 4월 9일
- 연도: 409년, 기원전 409년
- 통합진보당이 해산심판 청구부터 해산하기까지 소요된 일수는 409일이다.